# John Schade
John D. Schade († 26. März 2021) war ein US-amerikanischer Biogeochemiker.

## Leben
Schade erwarb in Biologie seinen Bachelorabschluss von der University of Michigan und seine Master- und Promotionsabschlüsse von der Arizona State University. Er verbrachte ein Sabbatical bei Woodwell Climate und war zehn Jahre als Professor an der Fakultät des St. Olaf College in Minnesota tätig. Er war Programmbeauftragter in der Abteilung für Umweltbiologie der National Science Foundation (NSF), wo er die Programme für Ökosystemstudien und langfristige ökologische Forschung leitete.
Schade lebte in East Falmouth, Massachusetts.

## Wirken
Schades Forschung an der Schnittstelle zwischen Land, Wasser und Atmosphäre reichte von Studien zur Treibhausgasproduktion in landwirtschaftlichen und arktischen Strömen bis zu den Auswirkungen der Veränderung der Schneehöhe auf den Kohlenstoff- und Stickstoffkreislauf in Prärieböden und dem Einfluss der Intensivierung des Wasserkreislaufs auf die Methanproduktion in Feuchtgebieten. Gegen Ende seiner Karriere konzentrierte Schade sich auf die Auswirkungen von Feuer und Permafrost auf den Kohlenstoff- und Stickstoffkreislauf im Südwesten Alaskas. Durch seine Arbeit am Polaris-Projekt arbeitete er auch kontinuierlich daran, Umweltforschung und Bachelorausbildung zu integrieren.
Schade nahm wiederholt zur Klimakrise Stellung. So sagte er einmal: „Schwere Stürme nehmen weiter zu und können große Städte zerstören, die ihnen im Weg stehen. Fragen Sie einfach New Orleans oder Joplin oder Tuscaloosa. Dies sind Extrembeispiele, klar, aber sie sind Vorboten dessen, was kommen kann, und tatsächlich, was Klimamodellierer vorhergesagt haben, wenn wir keine Maßnahmen ergreifen, um die globale Erwärmung zu verlangsamen.“

## Ausgewählte Veröffentlichungen
- Schade, J. D., Kyle, M., Hobbie, S. E., Fagan, W. A., & Elser, J. J. (2003). Stoichiometric tracking of soil nutrients by a desert insect herbivore. Ecology Letters, 6(2), 96–101.
- Schade, J. D., & Hobbie, S. E. (2005). Spatial and temporal variation in islands of fertility in the Sonoran Desert. Biogeochemistry, 73(3), 541–553.
- Schade, J. D., Espeleta, J. F., Klausmeier, C. A., McGroddy, M. E., Thomas, S. A., & Zhang, L. (2005). A conceptual framework for ecosystem stoichiometry: balancing resource supply and demand. Oikos, 109(1), 40–51.
- Schade, J. D., Bailio, J., & McDowell, W. H. (2016). Greenhouse gas flux from headwater streams in New Hampshire, USA: Patterns and drivers. Limnology and Oceanography, 61(S1), S165–S174.